# Madhurana Hosahalli, Dod Ballapur
Madhurana Hosahalli là một làng thuộc tehsil Dod Ballapur, huyện Bangalore Rural, bang Karnataka, Ấn Độ.